# Oaks (Carolina del Norte)
Oaks es un área no incorporada ubicada del condado de Orange en el estado estadounidense de Carolina del Norte.